# 2D2 5100
Les 2D2 5100 sont d'anciennes locomotives électriques du PO-Midi (alors numérotées E 700), intégrées aux inventaires de la SNCF à sa création.
Ces locomotives sont construites en 1938 et 1939, sur la base de prototypes sortis en 1934, pour tracter des trains rapides et express sur la ligne Paris-Bordeaux dont l'électrification progresse vers le sud. Elles se voient progressivement, à partir des années 1950, reléguées à des tâches subalternes sur la transversale Montauban-Nîmes, remplacées par des séries plus modernes et plus performantes. La conception de leur transmission ne donne jamais entière satisfaction et elles sont radiées à Toulouse entre 1967 et 1969.

## Historique et caractéristiques techniques
Les seize E.705 à 720 sont commandées par la compagnie du PO-Midi à deux consortiums distincts rassemblant plusieurs constructeurs et équipementiers. Cette commande est passée en avril 1936 dans le cadre de l'électrification de la ligne Tours-Bordeaux.
Ces locomotives s'inspirent des prototypes E.701 et 702 pour la partie électrique et E.704 pour la partie mécanique. Commandées en même temps que les E.538 à 545, elles partagent, à quelques détails près, la même caisse aux faces frontales redessinées avec des capots extrêmes galbés, ce qui vaut à ces deux types de 2D2 le surnom de « femmes enceintes »,.
Ce sont les plus légères des 2D2 car elles ne pèsent, lors de leur mise en service, que 130 t. Les locomotives sont constituées d'un châssis composé de longerons entretoisés. Il supporte, d'une part la caisse unique avec deux cabines de conduite extrêmes reliées par deux couloirs latéraux, d'autre part les quatre essieux moteurs et les deux bogies directeurs. Les quatre moteurs doubles qui équipent les locomotives de série leur confèrent une puissance continue de 3 175 kW s'élevant à 3 765 kW en puissance unihoraire. Chaque moteur est relié à un essieu par une transmission par arbre creux (en) de type Cup-Drive mise au point par Westinghouse, les essieux moteurs étant dotés d'une suspension par ressorts à lames.

## Carrières et dépôts titulaires
Le comportement en ligne de ces locomotives, décevant en raison des boîtes d'essieu trop fragiles, occasionne notamment un déraillement faisant plusieurs victimes. Leur vitesse est alors limitée à 110 km/h et même 100 km/h pour l'un des exemplaires. En outre, le confort en cabine est mauvais.
D'abord engagées sur la ligne Paris-Bordeaux en tête de train rapides, leurs prestations sont modifiées par la Seconde Guerre mondiale, les trains rapides leur étant retirés. En 1949-1950, elles reçoivent pour mission de se substituer aux 2D2 5000 sur la transversale Montauban-Nîmes. L'extension des lignes électrifiées dans le sud est pour les 2D2 5100 l'occasion d'aller jusqu'en Avignon, voire à Marseille en 1962. Ce sont la plus grande disponibilité de séries plus modernes comme les BB 8500 ou 9200 ainsi qu'un coût d'entretien devenu prohibitif qui provoquent le retrait des 2D2 5100.
En 1938-1939, les E.705 à 720 sont affectées, au fur et à mesure de leur livraison, au dépôt de Paris-Ivry. Entre mai 1941 et novembre 1943, elles sont mutées au dépôt de Bordeaux. En 1944, et malgré le soin pris par la SNCF pour disperser son parc moteur, deux locomotives sont détruites lors de bombardements alliés sur les centres ferroviaires : la E.406 aux Aubrais le 20 mai et la E.712 à Tours le 11 décembre. Début 1950, les quatorze unités restantes rejoignent le dépôt de Toulouse. À la même époque, elles sont renumérotées 2D2 5105 à 5120. Dans le même temps, les E.701, 702 et 704 sont renumérotées 2D2 5101, 5012 et 5104. Cette dernière locomotive, qui sert plusieurs années de banc d'essais sous la conduite d'André Mauzin, est radiée en 1960 et sert de magasin de pièces détachées. En 1958 et 1965, les deux prototypes 2D2 5101 et 5102 sont mis au type de la série, prennent les deux numéros des exemplaires détruits et arrivent eux aussi à Toulouse, ce qui reconstitue une série continue en termes de numérotation — les prototypes conservent toutefois leur caisse anguleuse. Les radiations s'échelonnent d'avril 1967 à mai 1969. Longtemps garées au dépôt de Toulouse, elles sont acheminées sur divers chantiers de démolition.
| Année | E.701    | E.702    | E.704          | E.705    | E.706          | E.707-711     | E.712          | E.713-720     |
| ----- | -------- | -------- | -------------- | -------- | -------------- | ------------- | -------------- | ------------- |
| 1939  | E.701    | E.702    | E.704          | E.705    | E.706          | E.707-711     | E.712          | E.713-720     |
| 1950  | 2D2 5101 | 2D2 5102 | 2D2 5104       | 2D2 5105 | radiée en 1944 | 2D2 5107-5111 | radiée en 1944 | 2D2 5113-5120 |
| 1965  | 2D2 5112 | 2D2 5106 | radiée en 1960 | 2D2 5105 | -              | 2D2 5107-5111 | -              | 2D2 5113-5120 |